# Кардінгтон (Огайо)
Кардінгтон (англ. Cardington) — селище (англ. village) в США, в окрузі Морроу штату Огайо. Населення — 2079 осіб (2020).

## Географія
Кардінгтон розташований за координатами 40°29′53″ пн. ш. 82°53′37″ зх. д. / 40.49806° пн. ш. 82.89361° зх. д. (40.497984, -82.893650).  За даними Бюро перепису населення США в 2010 році селище мало площу 5,20 км², уся площа — суходіл.

## Демографія
Згідно з переписом 2010 року, у селищі мешкало 2047 осіб у 792 домогосподарствах у складі 526 родин. Густота населення становила 394 особи/км².  Було 911 помешкання (175/км²).
Расовий склад населення:
| - 97,9 % — білих - 0,2 % — азіатів - 0,1 % — чорних або афроамериканців |

До двох чи більше рас належало 1,3 %. Частка іспаномовних становила 0,8 % від усіх жителів.
За віковим діапазоном населення розподілялося таким чином: 30,6 % — особи молодші 18 років, 59,4 % — особи у віці 18—64 років, 10,0 % — особи у віці 65 років та старші. Медіана віку мешканця становила 33,5 року. На 100 осіб жіночої статі у селищі припадало 93,1 чоловіків;  на 100 жінок у віці від 18 років та старших — 86,2 чоловіків також старших 18 років.
Середній дохід на одне домашнє господарство  становив 42 800 доларів США (медіана — 32 879), а середній дохід на одну сім'ю — 48 028 доларів (медіана — 39 107). За межею бідності перебувало 27,2 % осіб, у тому числі 35,0 % дітей у віці до 18 років та 10,4 % осіб у віці 65 років та старших.
Цивільне працевлаштоване населення становило 949 осіб. Основні галузі зайнятості: освіта, охорона здоров'я та соціальна допомога — 22,6 %, виробництво — 19,5 %, роздрібна торгівля — 13,5 %, будівництво — 10,5 %.